# Saint-Rémy (Côte-d'Or)
 Saint-Rémy  es una población y comuna francesa, en la región de Borgoña, departamento de Côte-d'Or, en el distrito de Montbard y cantón de Montbard.

## Demografía
| 713 | 841 | 766 | 883 | 884 | 814 |
| Para los censos de 1962 a 1999 la población legal corresponde a la población sin duplicidades (Fuente: INSEE [Consultar]) |     |     |     |     |     |